# Mureu Baro
Mureu Baro is een bestuurslaag in het regentschap Aceh Besar van de provincie Atjeh, Indonesië. Mureu Baro telt 373 inwoners (volkstelling 2010).